# Logabirum
Logabirum ist ein Stadtteil von Leer (Ostfriesland) in Niedersachsen. Er hat etwa 1.250 Einwohner.

## Vorgeschichte
Logabirum wurde auf einem von Südwesten nach Nordosten verlaufenden Geestrücken gebaut. Die ältesten Spuren einer Besiedlung Logabirums sind nur teilweise erhalten. Lediglich zwei von den im Jahre 1895 noch vorhandenen etwa 50 Grabhügeln, deren Durchmesser zwischen 12 und 20 m betrug, sind im Ortsteil Siebenbergen noch erhalten. Bei der Abtragung der Hügelaufschüttung im Jahre 1935 wurde am Hügelrand ein nicht sehr sorgfältig errichteter, fünffacher konzentrischer Kranz aus 314 Pfosten freigelegt, dessen äußerer Durchmesser etwa 12,0 m betrug. Grabhügel mit Pfostensetzungen wurden zwischen dem Jungneolithikum und der älteren Eisenzeit errichtet. Die zentrale Körperbestattung war leicht eingetieft. Die Datierung des Hügels ist unbekannt.

## Geschichte

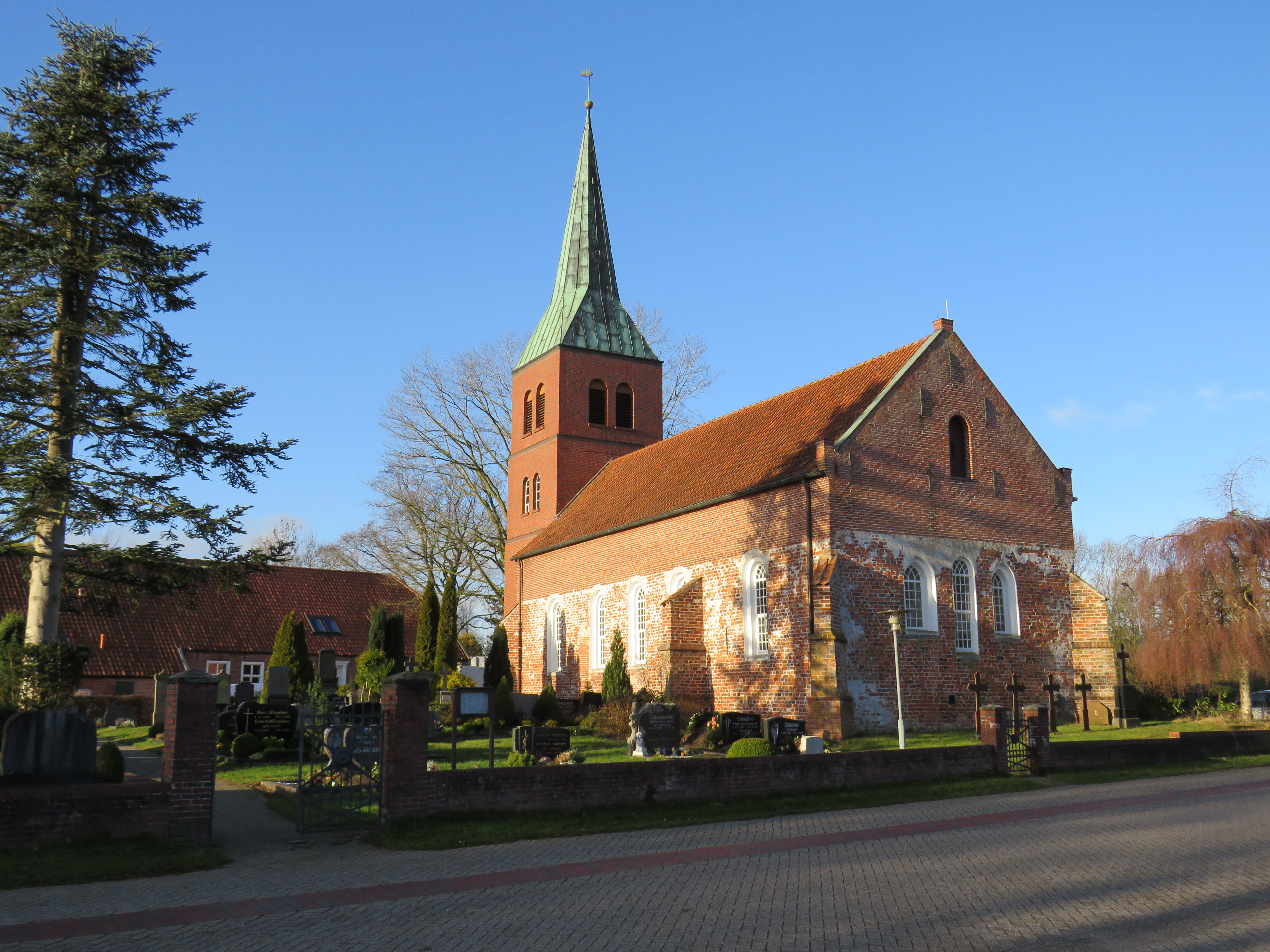
Logabirumer Kirche

Logabirum wird im Jahre 1439 erstmals urkundlich als Loghebeerne erwähnt. Es wird aber eine deutlich ältere Besiedlung vermutet. Bereits beim Bau der ersten Backsteinkirche um das Jahr 1300 soll es eine bedeutende Siedlung gegeben haben. 1642 belehnte Graf Ulrich II. den Oberst Erhard von Ehrentreuter mit Logabirum als Teil der Herrschaft Loga.
In der Reformation wurde Logabirum lutherisch. Die Logabirumer Kirche wurde auch von Lutheranern aus Loga und Leer besucht, da es dort lange Zeit nur reformierte Gemeinden gab. Dazu gehörte auch die Familie von Wedel, die Erben des Obersts von Ehrentreuter und Herren der Herrschaft Loga.
Im Zweiten Weltkrieg bestand ein kleines Kriegsgefangenenlager im Ort, in dem etwa 20 Franzosen untergebracht waren, die bei örtlichen Landwirtschaften Zwangsarbeit zu verrichten hatten. Größere Schäden hatte das Dorf im Krieg nicht zu verzeichnen. Es nahm nach dem Krieg zahlreiche Flüchtlinge auf.
Seit dem 1. Januar 1973 ist Logabirum ein Ortsteil von Leer (Ostfriesland). War er zuvor noch überwiegend landwirtschaftlich geprägt, hat sich der Ort seit der Eingemeindung zur Wohnansiedlung entwickelt. Trotz der Zugehörigkeit zur Stadt hat Logabirum viel seines dörflichen Charakters bewahrt.

## Namensherkunft
Bevor Logabirum seinen heutigen Namen erhielt, gab es sehr viele verschiedene Schreibweisen und Deutungen, wie z. B. unter anderem:
- Auf einer Grabsteinplatte von 1598, kann man schon eine alte Schreibweise erkennen: „Loech Beerum“.
- Auf alten Karten und Schriftstücken ist Logabirum auch als „Logeberum“, „Logaeberumi“ oder „Lochberum“ zu lesen.

Es wird u. a. vermutet, dass „Loghe“ oder „Loech“ aus dem Plattdeutschen oder Friesischen kommt und „Ortschaft/Ort/Dorf“ bedeutet. „Beerum“ oder „Berum“ aber Wald heißen soll, also Dorf am Wald. Nach G. Lohse und H. Thomas soll der Name auf das germanische Wort „bir“ – Gehöft – zurückzuführen sein. So würde „Berum“  „in den Höfen“ und Logabirum „in den Höfen bei Loga“ bedeuten.
Eine andere Deutung wiederum soll aus dem Keltischen kommen, nämlich „Lo“ – Höhe, „ge“ – grünes Land, „berum“ – Heimstätte der Bären. Hierbei ist zu bedenken, dass der Wald in seiner heutigen Gestalt erst vom Grafenhause angepflanzt wurde und somit wesentlich jünger ist.
In der Dorf-Chronik von Logabirum wird der früheste Name „Logheberne“ angeführt.

## Sehenswürdigkeiten

Windmühle Logabirum

Zu den Wahrzeichen Logabirums gehören die Kirche, die vermutlich um 1300 erbaut wurde. Weiterhin gibt es hier die einzige im Leeraner Stadtgebiet erhaltene Windmühle, die sich seit ihrer Entstehung im Jahre 1895 im Besitz der Familie Eiklenborg befindet. Logabirum ist außerdem reich an Wallhecken. Von 1906 bis Ende der 1970er-Jahre gab es in Logabirum einen ostfrieslandweit als „Onkel Heini“ bekannten Zoo mit über 100 Tieren. Das dazu gehörende Lokal mit Saalbetrieb wurde noch bis 1990 weiter betrieben.

## Sportverein
Der einzige Sportverein in Logabirum ist Fortuna Logabirum. Er bietet verschiedenste Sportarten an, wie unter anderem Badminton, Fußball, Volleyball, Karate, Laufen, Tanzen und Schach. Bekannt ist der Verein insbesondere durch seine erfolgreiche Basketballabteilung. Mit elf verschiedenen Herren- und Jugendteams gehört sie zu den 300 größten in Deutschland und stellt seit 2017 mit der ersten Herren eine Regionalligamannschaft.